# Herman av Valamo
Herman av Valamo, (ryska: Герман Валаамский) född okänt datum, död okänt datum, var en grekisk hieromunk som grundade Valamoklostret tillsammans med Sergius av Valamo. Han är idag ett helgon i den Rysk-ortodoxa kyrkan.
Hans festdag är den 11 juli enligt den julianska kalendern (28 juni enligt den gregorianska) och tillhör Helgonen i Novgorods synaxis.

## Valamo kloster
Herman och Sergius anses vara grundarna av Valamoklostret, men vilket år är okänt. Enligt olika källor sägs det att klostret ska ha grundats mellan 800 och 1300-talet. Grundandet kan istället ha skett under 1100-talet eller så sent som på 1300-talet.